# Ekstromer
Ekstromer war eine britische Automarke.

## Unternehmensgeschichte
Das Unternehmen Ekstromer Accumulator Company Limited stellte Batterien her. Der Sitz befand sich in London im Bereich um Walbrook. 1905 begann die Produktion von Automobilen. Der Markenname lautete Ekstromer. Nach Angaben von The Engineer wurde im März 1905 ein Zweisitzer auf der Motor Car Show in Islington präsentiert. Im gleichen Jahr endete die Fahrzeugproduktion.
Vom 4. Januar 1906 ist eine Verbindung zu Oppermann überliefert. Einträge in The London Gazette stammen vom 8. November 1910 und vom 24. Februar 1911.

## Fahrzeuge
Im Angebot standen Elektroautos. Eine von mehreren Ausführungen hatte eine offene Karosserie mit Platz für zwei Personen. Die Reichweite war mit 160 km angegeben.
Ein Fahrzeug bewältigte 1905 die 172,8 km lange Strecke von London nach Bath ohne Nachladen mit einer Durchschnittsgeschwindigkeit von 21,6 km/h.